# Lycium intricatum
Espèce
Lycium intricatum est un arbrisseau épineux de la famille des Solanaceae, originaire des îles Canaries, du Maroc et d'Espagne.

## Synonymes
- Lycium afrum Auct.

## Description
Arbrisseau, aux petites feuilles charnues, cylindriques et aux fleurs violettes. Il atteint une hauteur de 1 à 2 m haut,.

## Quelques vues de la plante

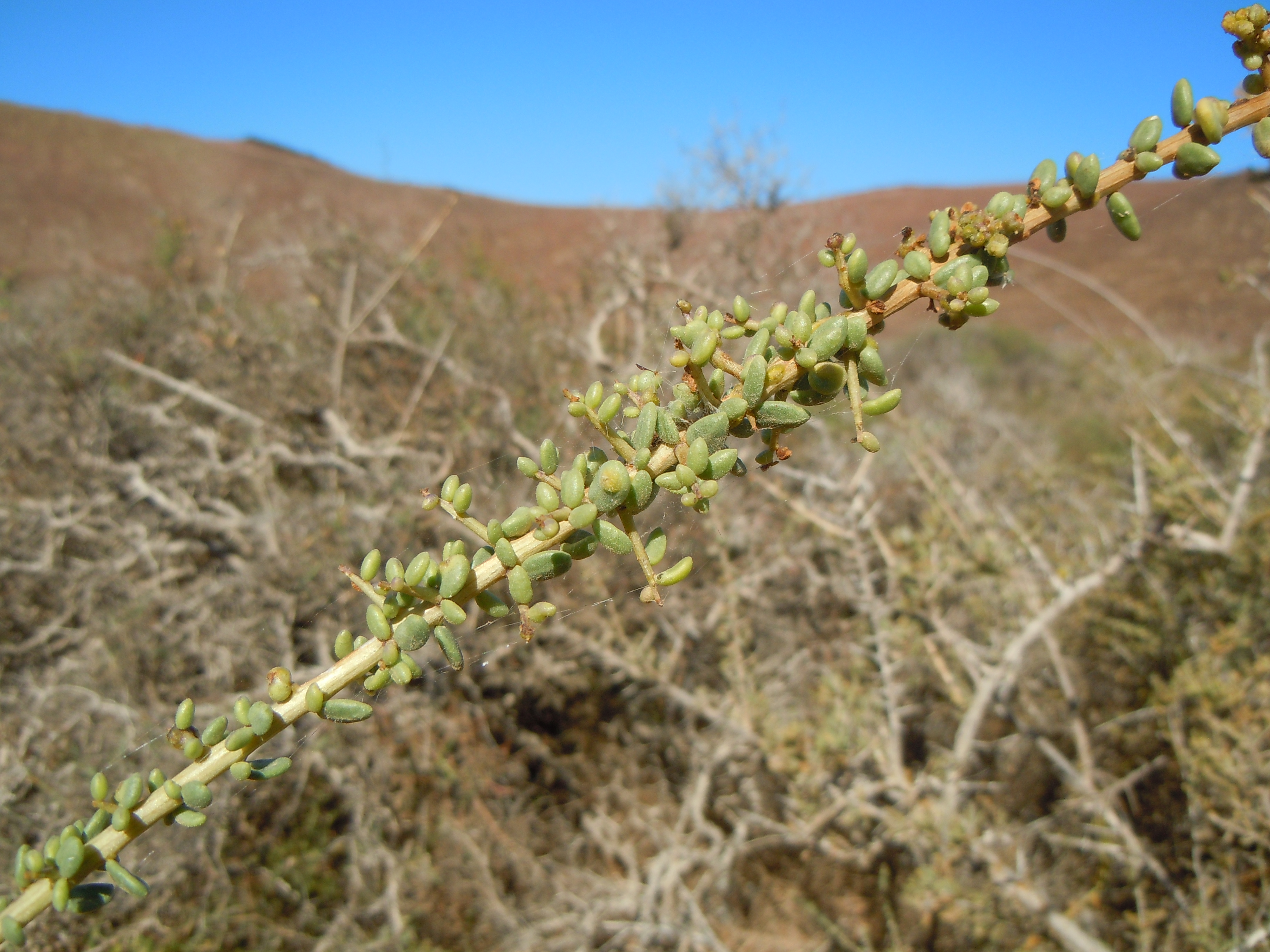
Détail des branches.
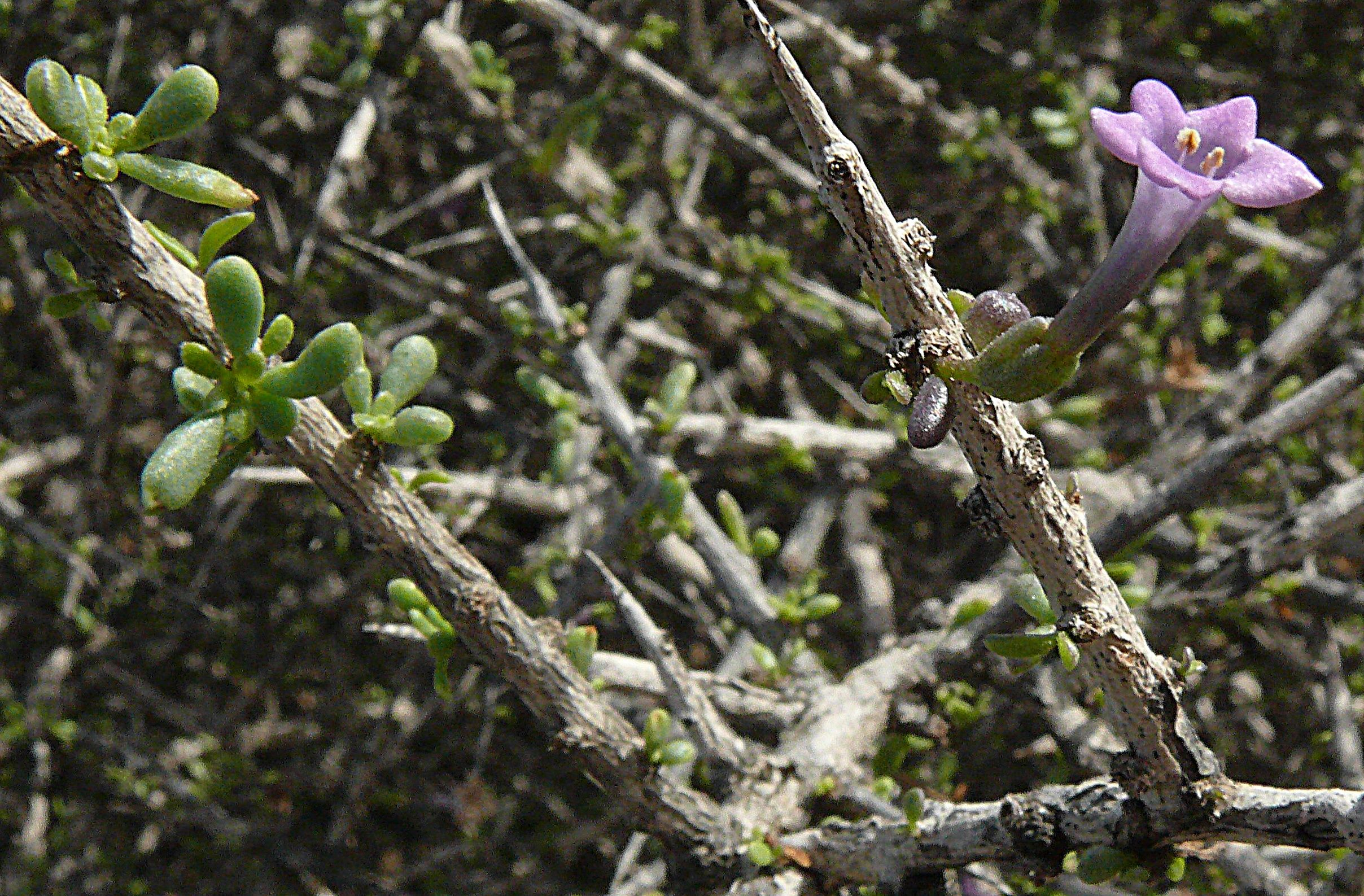
Fleurs.
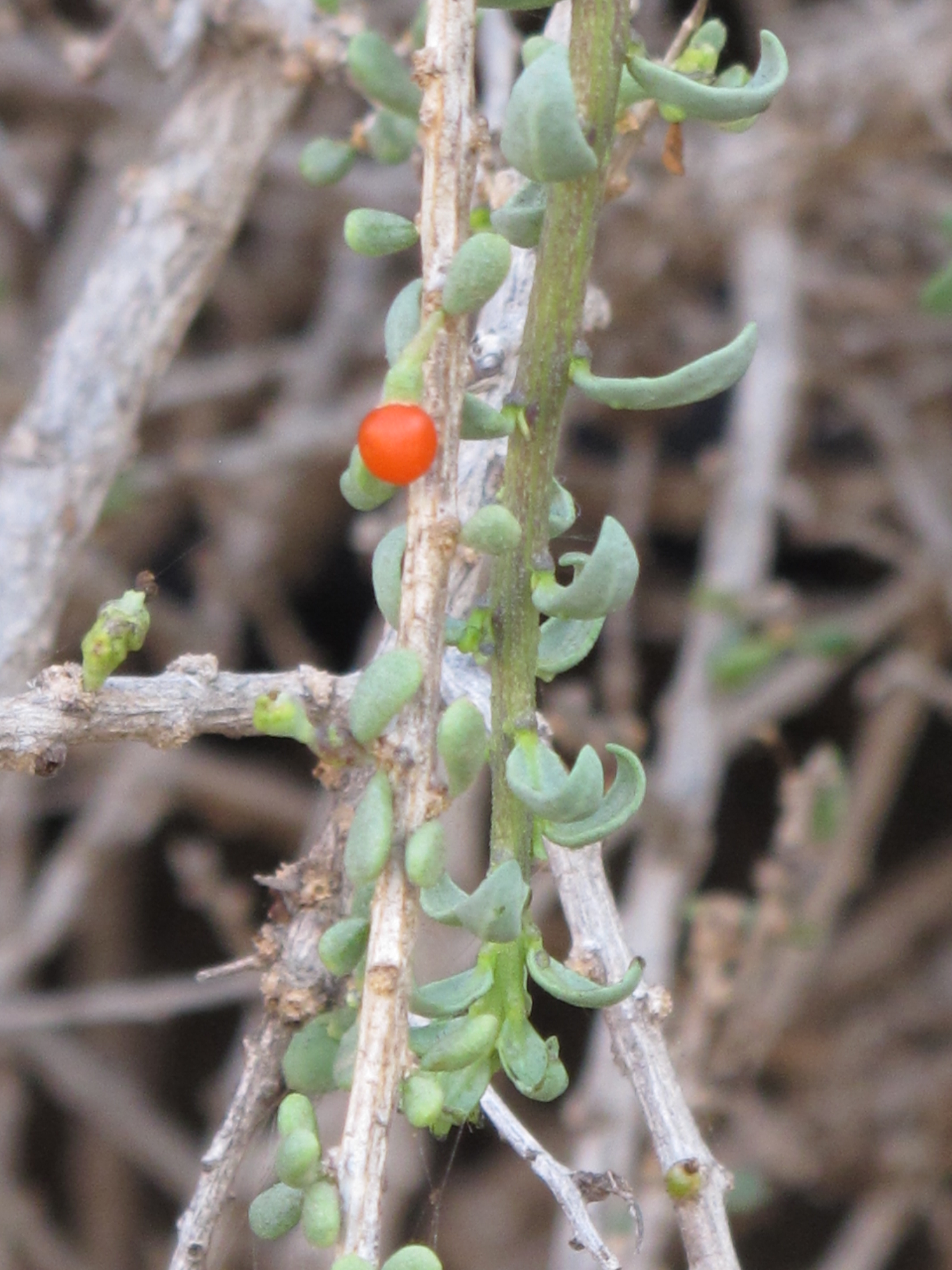
Fruit

## Répartition
Cette plante affectionne les terres sèches incultes des îles Canaries, de Mauritanie, du Maroc, du centre de l'Espagne et des Baléares.